# Academia de Artes Escénicas de Praga
La Academia de Artes Escénicas de Praga (Akademie múzických umění v Praze o AMU) es una universidad pública ubicada en República Checa.
Fue fundada en 1945.
Cuenta con tres facultades, Escuela de Televisión y Cine, Facultad de Música y Facultad de Teatro. Su actual rector es Jan Hancil.